# Funktionsgebäude des Thüringer Landtags

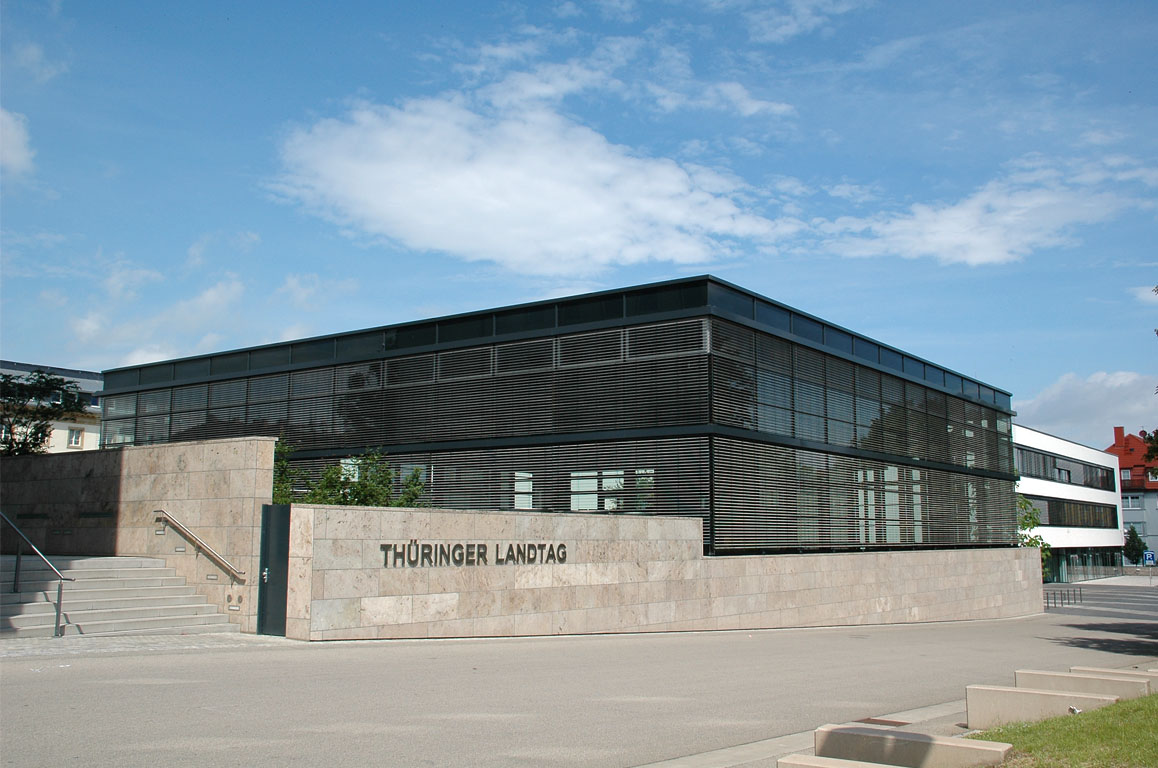
Plenarsaal

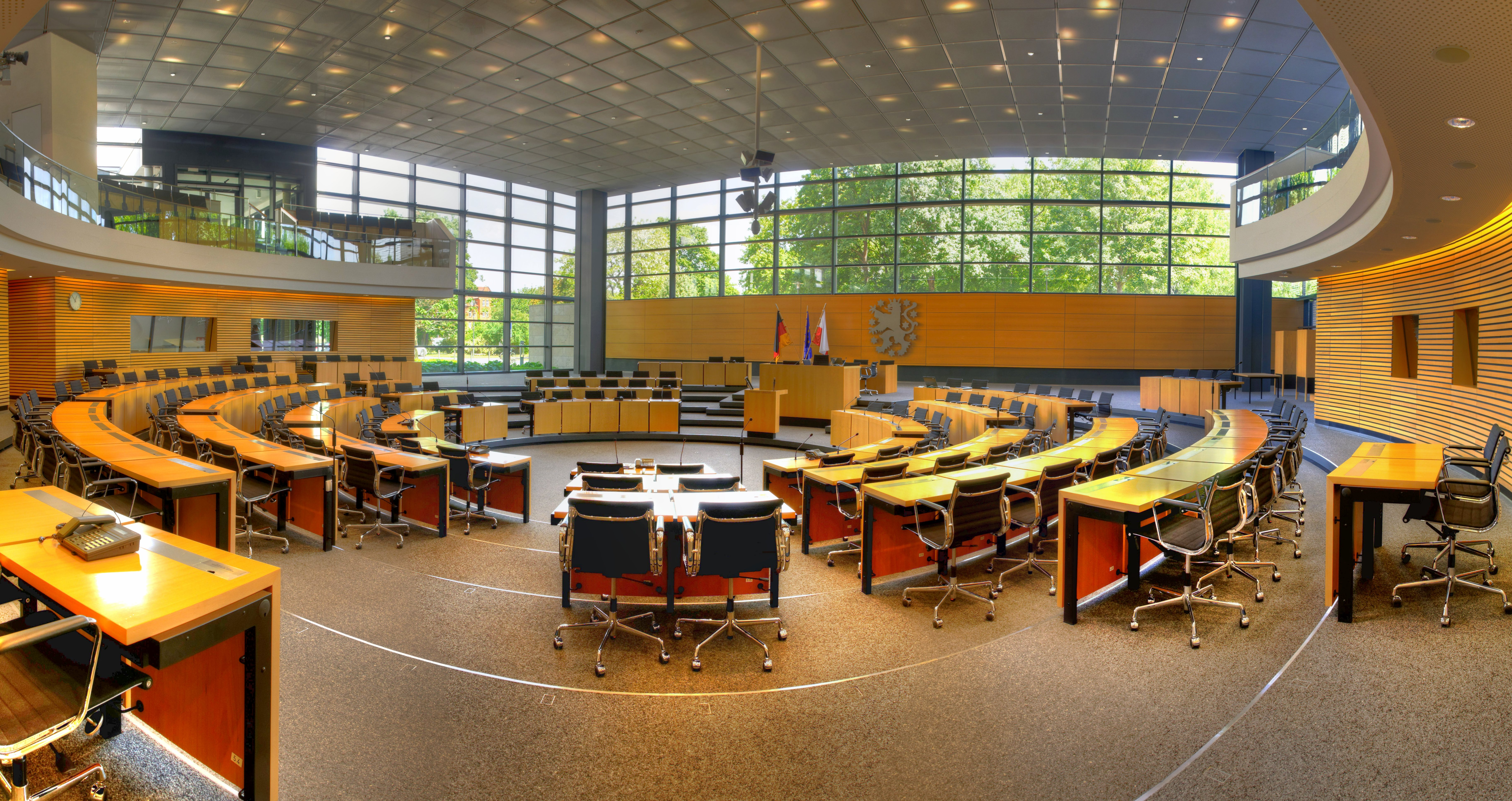
Im Plenarsaal

Das Funktionsgebäude des Thüringer Landtags ist eines der drei Gebäude des Thüringer Landtags in Erfurt. Es ist ein Neubau aus den Jahren 2001 bis 2003 und wurde vom Architekten Michael Weindel entworfen. Das Funktionsgebäude gliedert sich in zwei Teile: das Foyergebäude im Norden und den Plenarsaal im Süden. 
Das Foyergebäude entstand zwischen Januar 2001 und Juni 2002 als dreigeschossige Stahl-Beton-Glas-Konstruktion mit vier Flügeln, die einen Innenhof umgeben. Es wurde baulich sowohl mit dem Fraktionsgebäude als auch mit dem Plenarsaal verbunden. Im Foyergebäude sind verschiedene Räume untergebracht, etwa die Räume der Ausschüsse, der Landespressekonferenz und der Kantine. 
Südlich an das Foyergebäude schließt sich der Plenarsaal, ein zweigeschossiges Gebäude mit Glasfassade an. Der Kubus wurde ab August 2002 errichtet und beherbergt neben dem Plenarsaal mit Zuschauerempore auch die Rundfunk- und Fernsehstudios des Landtags. 
Die Baukosten des Gebäudekomplexes betrugen 31,24 Millionen Euro.
Von Ende der 1940er Jahre bis 2000 hatte ein 2- bis 3-stöckiger Zwischenbau das jetzige Fraktionsgebäude mit dem Hochhaus verbunden. An diesen Zwischenbau mit Walmdach war ein Plenarsaal mit 325 Plätzen angehängt. Seine verglasten Seiten wurden von konischen, werksteinverkleideten Stahlbetonpfeilern gebildet. 